# François Andrieu
François Andrieu es un compositor de origen probablemente francés, de finales del siglo XIV. Perteneció al estilo medieval tardío, cultivando en especial el conocido ars nova.
Lo único que se conoce de él es que escribió una elegía a la muerte de Guillaume de Machaut, en el año 1377, consistente en una balada a cuatro voces titulada Armes amours / O flour des flours.